# Kiriakoffalia costimacula
Kiriakoffalia costimacula là một loài bướm đêm thuộc phân họ Arctiinae, họ Erebidae.